# Otto Jacob Zoege von Manteuffel

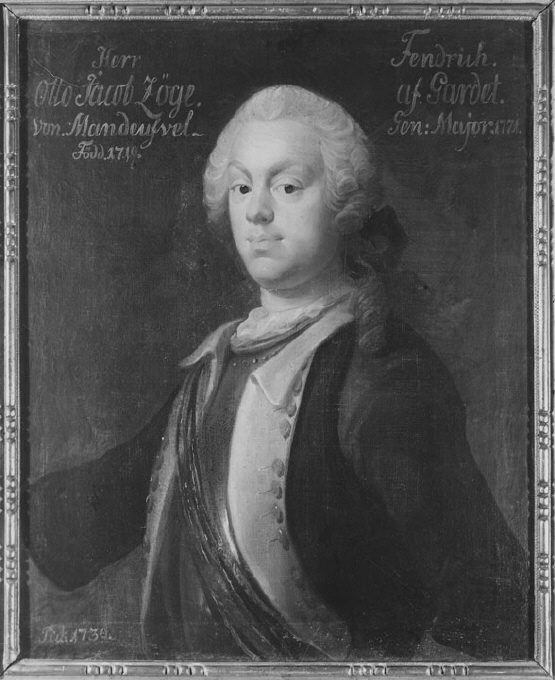
Otto Jacob Zöge von Manteuffel (ca. 1745)

Otto Jacob Zoege von Manteuffel (* 13. April 1718 in Stockholm; † 1796) war ein schwedischer Diplomat und General.
Er stammte aus dem baltischen Adelsgeschlecht Zoege von Manteuffel. Von 1761 bis 1765 war er schwedischer Gesandter beim Niedersächsischen Reichskreis, dann von 1766 bis 1779 schwedischer Gesandter am preußischen Hof. 1792 wurde er zum General ernannt.
Er trat 1766 in Hamburg den Freimaurern bei.
Im Jahre 1772 war er in den schwedischen Freiherrenstand erhoben worden, doch starb diese freiherrliche Linie bereits mit ihm aus.